# Коршунов Дмитро Олександрович
Коршунов Дмитро Олександрович — український скульптор.

## Біографія
Народився 1971 року в Полтаві.
У 1990 році закінчив Кишинівське республіканське художньо-педагогічне училище ім. І. Ю. Рєпіна (спеціальність скульптор-виконавець).
З 1992—1997 рр. навчався в Харківському художньо-промисловому інституті, де здобув кваліфікацію фахівця (художник архітектурно-декоративної пластики).
З 1997 по 2015-й — старший викладач кафедри образотворчого мистецтва Полтавського національного технічного університету ім. Ю. Кондратюка.
З 2016 року — старший викладач кафедри образотворчого та декоративно-прикладного мистецтва Луганського національного університету імені Тараса Шевченка.
Член Національної спілки художників України.
Автор багатьох пам'ятників і пам'ятних знаків, учасник творчих конкурсів та мистецьких виставок різних рівнів. Лауреат кількох літературно-мистецьких премій: імені Антона Шевченка (2009 р.), імені Миколи Ярошенка 2012 року в номінації «Образотворче мистецтво: скульптура», імені Самійла Величка (2017 р.).
Працює в галузі станкової та монументальної скульптури.

## Зображення

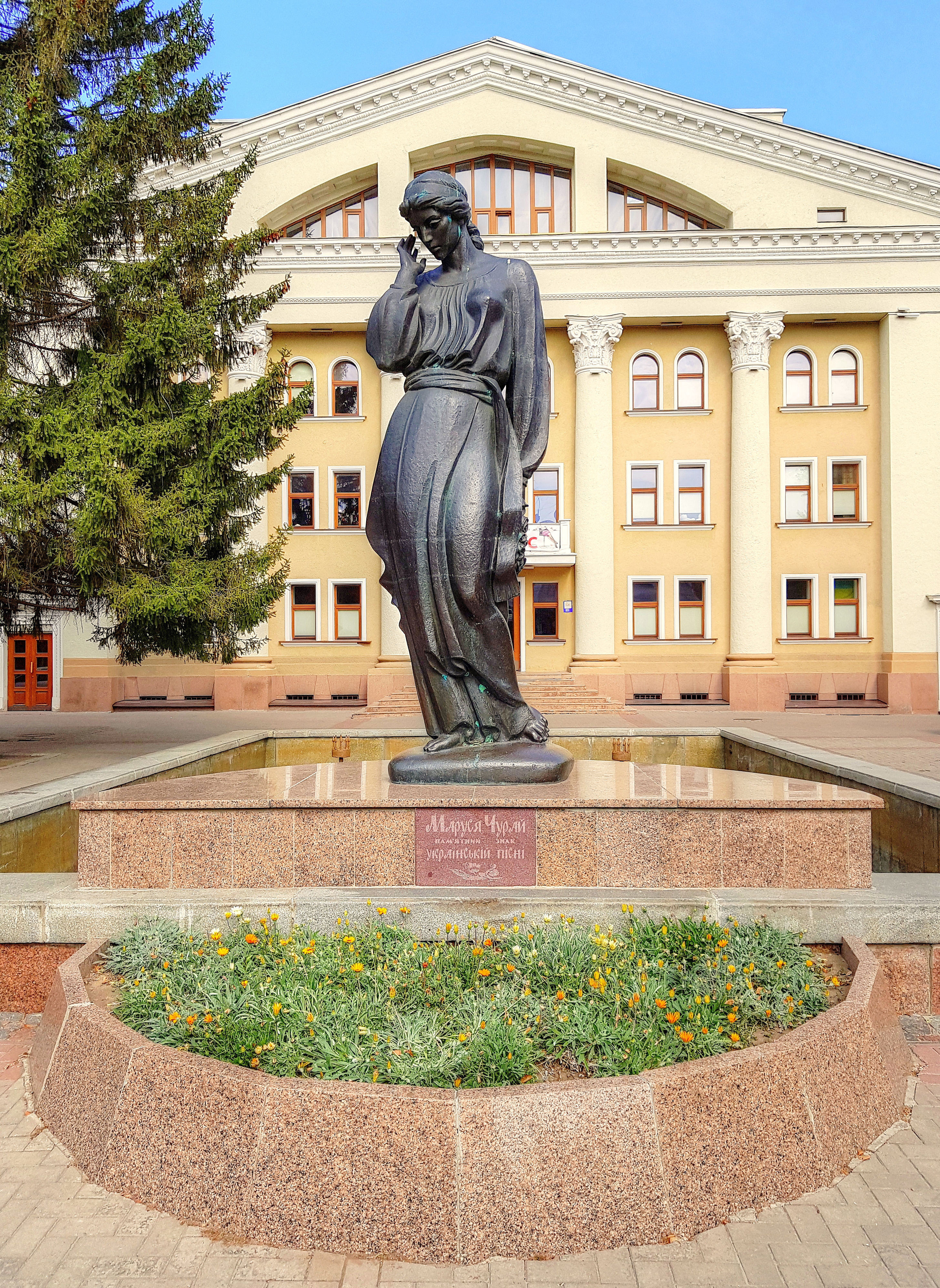
Пам'ятник Марусі Чурай
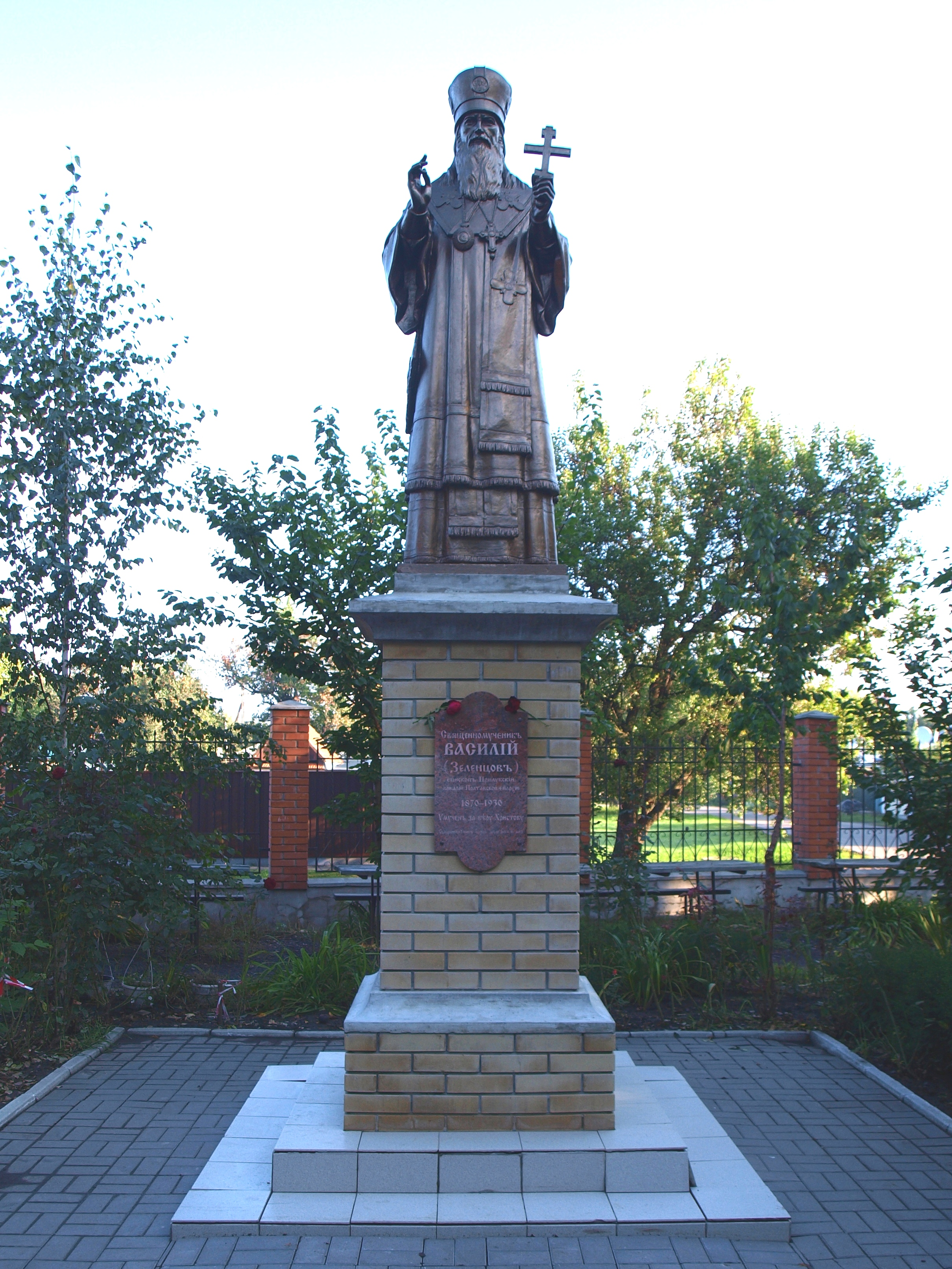
Святому Василію
Миколі Гоголю
Миргородським козакам від нащадків